# Arkéa-B&B Hotels/Saison 2025
Diese Liste beschreibt die Mannschaft und die Siege des Radsportteams Arkéa-B&B Hotels in der Saison 2025.

## Mannschaft
| Teamkader 2025          | Teamkader 2025     | Teamkader 2025 | Teamkader 2025                            |
| Name                    | Geburtsdatum       | Land           | Vorheriges Team                           |
| ----------------------- | ------------------ | -------------- | ----------------------------------------- |
| Jenthe Biermans         | 30. Oktober 1995   | Belgien        | Israel-Premier Tech (2022)                |
| Amaury Capiot           | 25. Juni 1993      | Belgien        | Sport Vlaanderen-Baloise (2020)           |
| Ewen Costiou            | 10. November 2002  | Frankreich     | Côtes d'Armor Cyclisme Marie Morin (2022) |
| Anthony Delaplace       | 11. September 1989 | Frankreich     | Sojasun (2013)                            |
| Arnaud Démare           | 26. August 1991    | Frankreich     | Groupama-FDJ (2023)                       |
| Raúl García Pierna      | 23. Februar 2001   | Spanien        | Equipo Kern Pharma (2023)                 |
| Élie Gesbert            | 1. Juli 1995       | Frankreich     | VC Pays de Loudéac (2016)                 |
| Donavan Grondin         | 26. September 2000 | Frankreich     | Vendée U Pays de la Loire (2019)          |
| Thibault Guernalec      | 31. Juli 1997      | Frankreich     | Pays de Dinan (2018)                      |
| Laurens Huys            | 24. September 1998 | Belgien        | Intermarché-Circus-Wanty (2023)           |
| Mathis Le Berre         | 16. April 2001     | Frankreich     | Côtes d'Armor Cyclisme Marie Morin (2022) |
| Léandre Lozouet         | 3. September 2004  | Frankreich     | Arkéa-B&B Hôtels Continentale (2024)      |
| Luca Mozzato            | 15. Februar 1998   | Italien        | B&B Hotels-KTM (2022)                     |
| Michel Ries             | 11. März 1998      | Luxemburg      | Trek-Segafredo (2021)                     |
| Cristian Rodríguez      | 3. März 1995       | Spanien        | TotalEnergies (2022)                      |
| Louis Rouland           | 21. Oktober 2002   | Frankreich     | Arkéa-B&B Hôtels Continentale (2024)      |
| Miles Scotson           | 18. Januar 1994    | Australien     | Groupama-FDJ (2023)                       |
| Florian Sénéchal        | 10. Juli 1993      | Frankreich     | Soudal Quick-Step (2023)                  |
| Embret Svestad-Bårdseng | 1. September 2002  | Norwegen       | Arkéa-B&B Hôtels Continentale (2024)      |
| Pierre Thierry          | 31. Mai 2003       | Frankreich     | Arkéa-B&B Hôtels Continentale (2024)      |
| Martin Tjøtta           | 27. Januar 2001    | Norwegen       | Arkéa-B&B Hôtels Continentale (2024)      |
| Kévin Vauquelin         | 26. April 2001     | Frankreich     | VC Rouen 76 (2021)                        |
| Clément Venturini       | 16. Oktober 1993   | Frankreich     | AG2R Citroën Team (2023)                  |
| Alessandro Verre        | 17. November 2001  | Italien        | Colpack-Ballan (2021)                     |
| Simon Guglielmi         | 1. Juli 1997       | Frankreich     | Groupama-FDJ (2021)                       |
| Victor Guernalec        | 16. März 2000      | Frankreich     | Bourg-en-Bresse Ain Cyclisme (2024)       |
| Giosuè Epis             | 4. März 2002       | Italien        | Arkéa-B&B Hôtels Continentale (2024)      |
|                         |                    |                |                                           |
| Quelle: ProCyclingStats |                    |                |                                           |

## Siege
| Siege   | Siege                             | Siege      | Siege  | Siege           | Siege |
| Datum   | Rennen                            | Staat      | Klasse | Sieger          |       |
| ------- | --------------------------------- | ---------- | ------ | --------------- | ----- |
| 8. Feb. | Étoile de Bessèges, 4. Etappe     | Frankreich | 2.1    | Kévin Vauquelin |       |
| 9. Feb. | Étoile de Bessèges, 5. Etappe     | Frankreich | 2.1    | Kévin Vauquelin |       |
| 9. Feb. | Étoile de Bessèges, Gesamtwertung | Frankreich | 2.1    | Kévin Vauquelin |       |

## UCI-Weltranglisten-Platzierungen
| UCI-Ranking | UCI-Ranking | UCI-Ranking | UCI-Ranking |
| Fahrer      | Fahrer      | Land        | Punkte      |
| ----------- | ----------- | ----------- | ----------- |